# NGC 5907
NGC 5907 (còn được gọi là Galaxy Edge Edge hoặc Galaxy Splinter) là một thiên hà xoắn ốc nằm cách Trái đất khoảng 50 triệu năm ánh sáng.  Nó có tính kim loại thấp bất thường và một vài ngôi sao khổng lồ có thể phát hiện được, dường như được cấu tạo gần như hoàn toàn từ các ngôi sao lùn. Nó là thành viên của Tập đoàn NGC 5866.
NGC 5907 từ lâu đã được coi là một ví dụ nguyên mẫu của một vòng xoắn bị vênh trong sự cô lập tương đối. Vào năm 2006, một nhóm các nhà thiên văn học quốc tế đã công bố sự hiện diện của dòng thủy triều mở rộng bao quanh thiên hà thách thức bức tranh này và cho thấy sự nhiễu loạn do lực hấp dẫn gây ra bởi nhà tiên tri dòng chảy có thể là nguyên nhân gây ra sự cong vênh.

Thiên hà được phát hiện vào năm 1788 bởi William Herschel. Siêu tân tinh 1940A đã ở trong thiên hà này. 

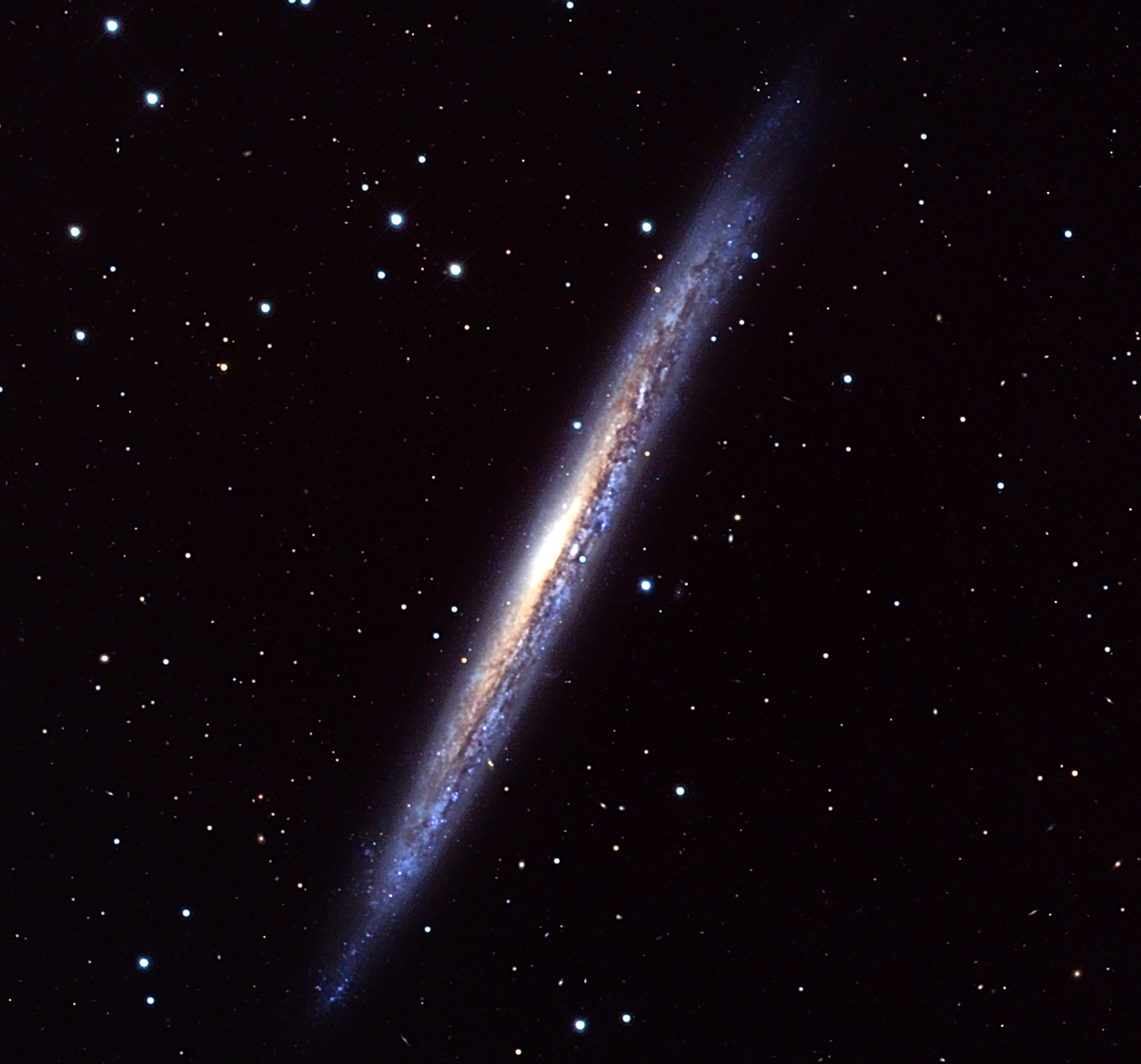
NGC 5907, kính viễn vọng 24 inch trên Mt. Sả
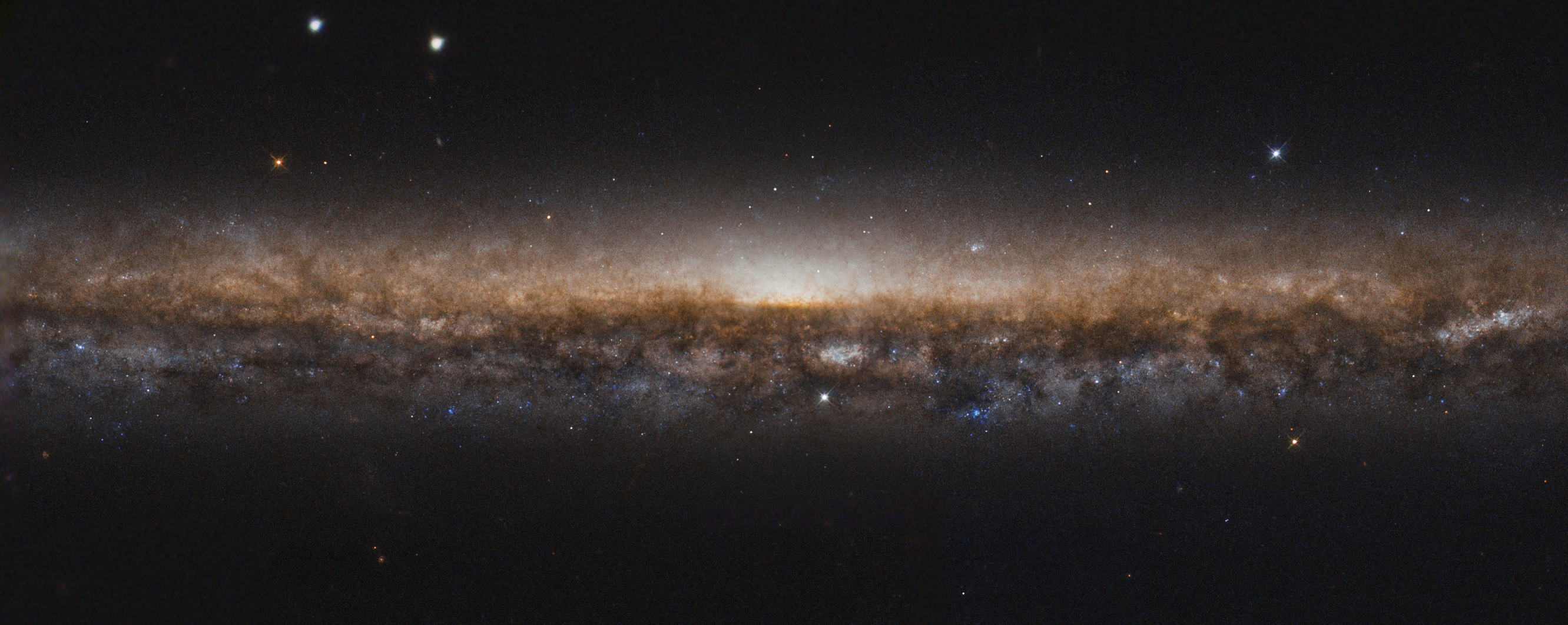
Thiên hà xoắn ốc NGC 5907, bởi HST.